# もう誰も愛さない
『もう誰も愛さない』 （もうだれもあいさない）は、1991年4月11日から6月27日まで毎週木曜日22:00 - 22:54に、フジテレビ系の「木曜劇場」枠で放送された日本のテレビドラマ。主演は吉田栄作。

## 概要
愛情・金・復讐に翻弄される3人の男女を中心に、周囲の人間関係が目まぐるしく展開するラブサスペンスドラマ。1週でも見逃したら以降はついて行けなくなるほどストーリー進行が早く、クライムサスペンスらしく先が読めないスリル満点の展開からホームドラマとの対比で「ジェットコースタードラマ」と命名された。出演した田中美奈子も台本をもらうたびに物語の展開の速さや強烈な台詞に驚かされたという。このコンセプトが好評であったため、同じスタッフ陣で順次制作された「あなただけ見えない」（1992年）、「もう涙は見せない」（1993年）の「ジェットコースタードラマ3部作」の第1作目として広く知られる。
本作は主要な登場人物が全員悪人で、恋愛を含みながらも「情欲、裏切り、復讐、陰謀、嫉妬」が渦巻くドロドロとした内容となっている。登場人物が毎回劇的な運命に翻弄され、そのほとんどが終盤にかけて殺されたり、病気で死んでいく。このことは、視聴者の間で衝撃と共に話題となった。
特に最終話で伊藤かずえ演じる弁護士・町田玲子が絞殺され、バラバラにされた死体がゴミ集積場に出されるシーンがあり、伊藤のファンからフジテレビに抗議の声が寄せられた。このシーンでの切断された生首のカットをはじめ、第11話で辰巳琢郎演じる米倉が王の手下に銃で撃たれ、死に際に吐血するシーンなどが再放送ではカットされていることがある。このため、再放送時には「作品中一部過激なシーンがあります」といったことわりのテロップが表示される場合がある。
放送と同時期にメインライターである吉本昌弘による長編小説（上・下巻）がフジテレビ出版より発売されたが、小説は初期の構想をもとに執筆されているため、卓也の実の両親、樫村と田代裕二の繋がり等を始めとする設定等、テレビドラマとは内容が若干異なる。
放送終了後にビデオ化が決定し、ビデオ店に告知ポスターも貼られたが、直前に発売中止となった。2004年にDVD-BOXとして商品化された。

## エピソード

### 企画
演出を担当した楠田泰之によると、新ドラマの企画段階で「シドニィ・シェルダンのような作品を日本のドラマでやろう」というテーマで始まった。脚本の吉本は本作を超展開のドラマにして、逃れようのない宿命を残酷に描いた。また、放送が木曜22時枠という遅めの時間なことから、大人も楽しめるハードでシリアスな作風を打ち出した。
当時の1時間ドラマの一般的なシーン数は40、多くて50とされるが、本作では各話に毎回3話分の展開を詰め込んだため、異例の多さで撮影された。例として第1話のシーン数は74に上る。楠田によると、序盤から怒涛のストーリー展開に、試写の時はスタッフの間でも思わず笑いが起きたという。しかしこの毎回どんでん返しの連続に、視聴者たちは呆然すると同時に熱狂した。

### 演出など
作中で下半身不随になった卓也がストッキング越しに美幸の脚を舐めたり、床にこぼした牛乳を着衣で這いつくばって拭くシーンは、視聴者にインパクトを与えた。これらのシーンについて吉本は、「僕はピンク映画出身なので、本作にエロティックなシーンを入れたくなってしまったんです」と理由を語っている。また、第1話でレイプされて傷心した美幸に、牧村が「感じたのか?」と言うシーンも同様の理由によるものである。
吉本によると、最終回の卓也が王小龍をビルの屋上で銃で撃ち倒すシーンは、映画『スターウォーズ』の親殺しをイメージして脚本が書かれた。
息絶える直前の卓也が道に落ちていたボロボロの千円札を握るシーンがあるが、この演出は台本にはなく楠田の考えによるもので、楠田は「序盤から卓也は、東都銀行支店長が放り投げる千円札を這いつくばって拾うシーンをしつこく重ねました。そして最終回では、最後まで卓也は金への執着にとらわれた人間だと描きたかったからあの演出にしました」と理由を明かしている。
吉本によると、ラストシーンを美幸の出産シーンにしたのは、全ての因果を超えて物語の最後の希望として子供（優）に託すため。ちなみに本作の翌年に吉本と楠本が携わったドラマ『パ★テ★オ』の登場人物に、吉本はちょっとした遊び心で本作の登場人物の名前を文字って「沢本優」という名前をつけた。ただし、本作と『パ★テ★オ』において人物設定やストーリーに繋がりはない。

### その他エピソード
番組終了後、ライバル局の日本テレビが同様のコンセプトのテレビドラマとして『愛さずにいられない』を放映した。本家と同じく、吉田栄作主演・アベクカンパニー製作・ジェットコースター的展開であることからパクリ企画だと話題になった。当時の『読売新聞』の記事には、「同じスタッフ・コンセプトで正反対の内容の作品を」との目的で企画されたとあった。
当時の吉田栄作は、見た目通りの爽やかな役が多かったが、本作では「金に執着して犯罪に手を染めるというシリアスな役」を演じた。過去に共演経験がある田中によると、吉田は元々ストイックな性格だが、本作の撮影期間中はかなりナーバスになっていた。田中によると、とあるシーンの地下駐車場では、人気俳優の吉田見たさに一般人が集まった。その撮影時に見物人はカメラには映らない場所にいたが、吉田の視界には入る状態だった。気が散って演技に集中できない吉田は思わず、「（見物人たちを）どかせぇ!」と叫んだという。
卓也が「ウオー!!」などと叫ぶシーンが話題となり、そのまま当時の吉田栄作の代名詞となった。放送当時、JA共済など自身出演のCMでも多用されたことから、現在も過去の吉田栄作を振り返る時には頻繁に使用される。ただし、本作において吉田が劇中で叫ぶのは、第2話と第9話の2回のみである。吉本は「脚本に“叫ぶ”とは書きましたが、視聴者にとってあれほど印象的なシーンになるとは思っていなかった」と述懐している。また、吉田は上記以外でも熱の籠もった演技をしたことから、作中で相手役を呼びかけるだけのシーンでも自然と「小百合!」「美幸!」という言い方になった。
伊藤かずえ扮する拝金主義の女弁護士・町田玲子役は、バブル時代の自立した女性の象徴として作られた。本作の終盤では、伊藤のバラバラ死体が話題となったが、本人によると実際にゴミ袋に入って撮影した。この際、袋の口を縛るか開けるかで議論となり、両バージョンとも撮影されたが、本編で使われたのは開けた方だった。
田中美奈子はもともとコミカルな作品が好きで、それまでの出演作では明るい役が多かったため、本作の悪女役とはものすごくギャップがあり、演じるのが大変だった。本作への出演をきっかけに悪女の役のイメージが付いたことから、その後も悪女役での出演が増えた。これについて本人は、「私の今を決定づけてしまった作品ですね。たまには、いい人をやらせてよとも思いますが（笑）」と語っている。
田中によると、辰巳は本作まで悪人役はあまり経験がなかったようで、米倉が指につけたシチューを小百合に高圧的に味見させるシーンでは、彼が緊張して何度もNGが出てしまった。
上記の通り、吉田、田中、山口はそれまでのイメージを覆す悪役を好演したことから、本作への出演を契機に役の幅を広げていった。

## あらすじ
東都銀行の運転手、沢村卓也は父親の裁判費用に困っていたところ、窓口係の宮本小百合から一攫千金の詐欺計画を持ちかけられる。ターゲットは小百合の同僚、田代美幸。美幸と婚約者の牧村を暴漢に襲わせ、婚約を破談させたところで、傷心の美幸に卓也が接近する。美幸は愛する卓也に言われるまま口座横領事件を起こし、家族は一家心中、実家の地価10億円の土地を騙し取られる。卓也は罪の重さに苦しむが、小百合はふたたび暴漢を差向け、美幸が身籠った卓也の子を流産させる。美幸は暴漢を刺し殺し、殺人罪で女子刑務所に送られる。
ふたりの詐欺計画は、小百合の愛人である地上げ屋の米倉に見破られ、10億円を横取りされる。反撃のため、卓也は米倉のフィアンセ戸川亜紀を寝取り、父親の戸川商事会長を味方につける。小百合は女性弁護士の町田と共謀し、米倉の不動産会社を乗っ取る。卓也は亜紀の夫としてリゾート開発事業に専心しながら、小百合と愛し合うようになる。その頃、美幸は亡き父に恩があるという香港の実業家、王小龍（ワン・シャオロン）から卓也と小百合の手口を知らされ、「もう誰も愛さない」と復讐を誓う。
3年後、出所した美幸は王のグループの日本支部を率い、冷酷な手腕で卓也と小百合を追いつめていく。戸川家から追放された卓也は牧村に刺され、美幸の邸宅で車椅子生活を送る。美幸は憎しみを忘れて愛情を再燃させるが、卓也は従順なふりをしながらリハビリに励み、日本支部の裏金5億円をせしめて小百合のもとへ戻る。しかし、小百合の身体は末期の子宮頸がんに侵されており、懺悔の想いで出身の孤児院を守ろうとする。一方、愛憎うずまく美幸の身体には、ふたりめの卓也の子の命が宿っていた。
やがて、20年前の球界の「黒い霧事件」を巡る政財界の闇が明かされ、複雑な人間関係が浮かび上がる。王小龍を名乗る樫村はかつて戸川の部下として賭博事件に関与し、口封じのため消されかけ、美幸の父の助けで香港へ逃亡。そのとき日本に残した息子が卓也であり、卓也の育ての親の沢村元春は本当は小百合の父親であった。正体を明かした樫村は戸川から東京湾岸開発プロジェクトの利権を奪い取り、美幸を見限ったうえで米倉、町田、牧村、元春らの命を消していく。病床の小百合は美幸と和解し、卓也を託して息を引き取る。美幸は胎盤早期剥離による母体の危険を承知で、卓也の子を産もうとする。そして、卓也は樫村との宿命の決闘を終え、美幸を病院へ送ったあと、安らかな顔をして路傍に倒れる。

## キャスト

### 主要人物
沢村 卓也（さわむら たくや）
演 - 吉田栄作
出生名は「樫村 満（かしむら みつる）」。第9話で28歳の誕生日を迎える。物心がつく前に父、健三がトラブルに巻き込まれた末に海外へ逃亡。父が亡くなったと思い込んだ母が自殺した為に、母の兄である沢村元春に引き取られ、戸川の追及を逃れるため「沢村卓也」と改名された。横須賀市で育ち、中学卒業後に上京。成人後は東都銀行の支店長付きの運転手をしていたが、元春の再審請求の弁護費用を捻出するため、小百合のそそのかしに乗って詐欺計画に荷担する。根は優しく、悪事に手を染める罪悪感に苛まれる一方、貧しかった過去がトラウマ化している面もあり金のためならなりふり構わない。そして美幸や亜紀の女心を掌中におさめる。米倉の不動産会社を乗っ取り、戸川商事の子会社「S&Tカンパニー」と改名。社長に就任すると、リゾート開発ビジネスで辣腕を発揮。その野心的な仕事ぶりは、財界の大物である戸川をして一目を置かざるを得ないほどだったが、経営が思わしくなかった時に美幸の復讐を受け経営破綻。会社更生法の適用を受けようとするも、戸川に解任された上で亜紀とも離婚させられる。
美幸の復讐に遭ってからは、ガソリンスタンドのアルバイト、観葉植物リース会社の社長、商社の不動産部門の部長など職を転々とする。牧村に刺されて右半身麻痺となっても、ひとり執念のリハビリを続けて復活する。小百合とは異母兄妹の疑念が発生するも真実が判明。本物の愛で結ばれ、小百合が病で命尽きるまで、彼女の出身の孤児院が売却されないよう奔走する。最後は実の父である王（樫村）と対決して撃ち殺すが、自身も深手を負い、産気づいた美幸をタクシーに乗せて病院へ送った後、生まれてくる我が子のことを想いながら絶命する。
ノベライズ版では元春と小百合の死後、工場で働きながら美幸と暮らしていたが、子供が生まれる直前に命を狙って来た樫村と対決をする。
宮本 小百合（みやもと さゆり）
演 - 田中美奈子
沢村元春がホステスの宮本夕子との間に設けた隠し子。父を知らず、幼少期に母が家を出たまま戻らず、その後14歳まで孤児院・聖ルシア青葉学園で育つ。愛人の米倉の援助で短大を卒業後、彼の紹介で東都銀行に就職し、買い与えられたマンションで暮らす。自宅で熱帯魚を飼ったり、動物の写真を飾ったり、ペットショップを経営するなど動物好きな一面がある。表向きは気丈、明朗快活で世話好きな印象だが、心に抱えた傷と被害妄想などから銀行の同僚・田代美幸を妬み、卓也を誘って詐欺を企てる。暴漢を雇って美幸を襲わせ、口封じのため毒殺するなど、計画的で無慈悲な悪女ぶりを見せる。米倉を失脚させた後、S&Tカンパニー副社長として卓也を支えながら、互いに愛し合うようになる。
のちに美幸と報復合戦になり、戸川の愛人になったこともあるが、弥生との接触と子宮頸がんの発症などから心境に変化が発生。孤児院を守りたいという気持ちを抱き、卓也と共にボランティアを開始。この時に美幸の妊娠と出産の決意を見抜いており、「子供は両親で育てるもの」「私の様な父のない子にしないで」として卓也に結婚を勧める。父・元春に対して「私とお母さんを捨てた」と怒りをぶつけた事もあるが、のちに和解。美幸に生まれて来る子の名前を提案した直後、病気の悪化に伴い孤児院にて死去する。容姿は母似。
ノベライズ版では、母の実家に出向き、母の死と本心を伯母から聞かされ、同時に母娘で一緒に写っている写真を手渡され、安堵した直後に病死。
田代 美幸（たしろ みゆき）
演 - 山口智子
大学卒業後、東都銀行に就職。渋谷区大山町の自宅で家族に囲まれ幸せに暮らしていたが、婚約者だった牧村通との挙式1ヶ月前に父の所有する別荘に出かけた際、小百合の仕向けた松島により妹・弥生と牧村の目前でレイプされる。無力な上に暴言を吐いた牧村に対して失望し自ら婚約破棄を申し出た直後、接近して来た卓也と交際。彼のそそのかしで米倉の金を横領し逮捕される。一旦は執行猶予がつくも、家族の焼死などの心因性ショックにより一時的に失明し入院。この際に卓也の子を妊娠した事を知るが、小百合の仕向けた男に流産させられた後、殺されそうになりもみ合う内に殺害。実刑判決を受け、刑務所に収容される。獄中ではイジメに遭いながらもけな気に卓也を信じ続けていたが、面会に来た王から真実を知らされた事で復讐の鬼に変貌する。
出所後は王の協力でブルースコーポレーション日本支社長に就任、ショートカットの似合う強気な女性経営者に変身する。部下の林から忠告されるほど、執拗かつサディスティックに卓也と小百合をいたぶり続けるが、心の奥では卓也への愛を捨て切ることができず葛藤する。ある時、王に無断で6億円ほど使って「オリエンタル電機」株の買占めを行う。スイスの個人口座にプールしていた10億円が王にバレて始末されかけ、刑務所で同室だった安代に諭され正気を取り戻す。卓也の子を再び身籠り、胎盤早期剥離のため母体をとるか胎児をとるか決断を迫られ、命がけで出産する。最終回のラストシーンでは、生まれたばかりの赤子の姿は映るが、出産後の美幸の安否は示されていない。

### 卓也の関係者
沢村 元春（さわむら もとはる）
演 - 佐川満男
卓也の「育ての父親」。血縁的には小百合の実父であり、卓也の伯父となる。20年前、経営していた工場の資金のやりくりに困り、球界の「黒い霧事件」の野球賭博に関与。戸川の命で、妹の夫である樫村を殺そうとしたができず、妹の死後、甥の樫村満を引き取り「沢村卓也」と改名して育てる。同時期にホステスの宮本夕子と不倫し、小百合が生まれる。その後、戸川にはめられ、殺人罪で無期懲役を宣告され服役。癌に侵され、生きているうちに再審で無罪を勝ち取りたいと卓也を急かすが、のちに重い胃潰瘍だったことが判明。ほかにも身勝手な言動を繰り返し卓也と小百合を翻弄する。瀕死の小百合に会うため町田の手引きで脱獄。小百合と和解と同時に彼女が病に冒されているのでは？と気づく。のちに孤児院で小百合の葬儀中、樫村の仕向けた殺し屋にマシンガンで射殺される。
ノベライズ版では、世間体などから小百合を認知せず、夕子に別れを告げ、樫村の子と知りつつ、雪子が出産した卓也の戸籍上の父となっている。そして再審請求の見込みが出た矢先に病死。
沢村 雪子（さわむら ゆきこ）
演 -有田麻里
元春の妻で卓也の外縁の伯母。義妹の死後、身寄りをなくした卓也を引き受け、元春の逮捕後も真実を知らせる事なく育てて来た。卓也の独立後は、横須賀市内でひとりでスナックを経営している。元春に対して愛想を尽かしており、自分の元を訪れた町田に対して「弁護なんてしなくていい」と言い放つが、卓也からの依頼と知って、心を動かされ証言をする。やや派手で自堕落な面が見られるが、卓也からは母親として認められている。
ノベライズ版では、卓也の実母で、樫村と不倫関係の末に出産している。

### 小百合の関係者
宮本 夕子（みやもと ゆうこ）
演 - なし
小百合の母。故人。昭和14年頃生まれ。生前飲み屋のホステスをしており、既婚者と知りつつ元春と交際。小百合を未婚で出産するが元春から認知を得られず、貧しさなどから幼かった小百合を置き去りにしてしまう。小百合が10代半ば頃に死亡した様子。
松島（まつしま）
演 - 吉江芳成
喫茶店のマスター。小百合に金で雇われ、道に迷った振りをして別荘に侵入し、牧村と弥生を縛った上で、美幸を襲いレイプする。その後、計画をばらすと小百合に迫った際にトリカブトの注射で殺害され、湖に遺棄される。
学園長
演 - 川上夏代
身寄りのない小百合を育てた聖ルチア青葉学園の園長。資金難で閉園の危機に瀕している。末期癌の小百合を園に受け入れ、最後まで介護する。
加津子（かづこ）
演 - 高林由紀子
学園のシスター。学園を再訪した小百合の面会に目を細める。学園を訪ねてきた小百合と卓也に、安代の過去や近々学園の土地の大家が転売のため立ち退きの話が出ていることを伝える。

#### 不動産企業
米倉 俊樹（よねくら としき）
演 - 辰巳琢郎
地上げ屋として成り上がった不動産企業ヨネクラの青年社長。見た目は物腰柔らかな紳士だが冷酷で嫉妬深く、小百合を愛人として囲い、金と暴力で服従させる。口座預金を美幸に横領されたことから小百合の計画を知り、山田と手を組んで10億円の土地の権利を横取りし、田代家を破滅に追いやる。そのことで、のちに美幸から憎まれることになる。亜紀と婚約して戸川会長をパトロンにつけるが、会社経営は綱渡り状態で、亜紀の心変わりと小百合の計略により婚約を破棄され、会社を乗っ取られる。チンピラ同然の生活に転落するが、それでも小百合のことを心底愛しており、バーテンダーや戸川会長の運転手をしながら美幸への逆襲に協力する。スイスの銀行の美幸の口座から奪った10億円を小百合の孤児院に振り込み、立ち退きの危機から救うが、このことを王に知られ、部下に撃たれて殺される。シチュー作りが趣味。
水木 圭子（みずき けいこ）
演 - かとうれいこ
ヨネクラの受付嬢兼社長秘書。米倉の社長失脚後は「S&Tカンパニー」の卓也の秘書となるが、経営破綻後に庶務課へ配転される。セクシーで華やいだ雰囲気をまとい、戸川会長からも目をかけられる。思慮が浅く、欲深い面も見られるが、落ちぶれた米倉を最後まで見放さず、何かと世話をして回る。小百合から月100万円の条件でスパイ行為を請負い、美幸の部下の林に色仕掛けで近づく。その後スイスの銀行の貸し金庫の鍵を盗みだし、美幸のサインを偽造して10億円を引き出すが、米倉と共に王の部下に射殺される。

### 美幸の関係者
牧村 通（まきむら とおる）
演 - 薬丸裕英
美幸の婚約者でエリート証券マンだったが、婚前旅行先の別荘で松島に縛り上げられ、眼前で美幸をレイプされたことで態度が一変。美幸に暴言を吐いて婚約を解消され、メンツを潰される形で勤務先を退職。美幸と卓也の仲を許すまじと、陰湿で偏執狂的な行動でつきまとう。300万円の借金を抱えて風俗嬢のヒモに落ちぶれていたところ、出所した美幸の復讐に利用され、亜紀をレイプする。それからも美幸に対する暴力的な愛情表現を重ね、卓也をナイフで刺し、美幸と心中しようとした林を刺し殺す。王に捕らえられ、美幸殺害を命じられるが、逆に王を襲撃してピストルで深手を負わせる。部下に刺されながらも、王の急所となる手帖を卓也に届け、「これから美幸の見舞いに行くんだ」と言い残して絶命する。心底では美幸を深く愛していた。
田代 弥生（たしろ やよい）
演 - 観月ありさ
美幸の妹。清楚で純朴な性格。姉への暴行現場で牧村と一緒に縛り上げられ、窓の外にいた小百合の顔を目撃するが、ショックで記憶を失う。美幸が横領事件で拘留されている間に兄が家に放火。自分のみ救出された為、身寄りがなくなり、口封じの為に小百合に引き取られる。しかし小百合と実の姉妹のような関係になり、3年後に出所した美幸を「殺人犯」「姉と思いたくない」と嫌悪する。その後、記憶を取り戻し美幸と暮らし始めるが、警察への証言では小百合が首謀者であることを否定する。美幸と小百合の板挟みになって苦悩し、姉が仕向けた殺し屋に狙われた小百合を庇って撃たれ死亡する。死後、周囲の諍いを止めさせたいと書いた手紙が卓也によって発見される。
田代 裕二（たしろ ゆうじ）
演 - 平野稔
美幸の父。温厚な印象を持つ。渋谷区の一等地に先代から受け継いだ土地、リゾート地に別荘を持ち、一家5人で慎ましく暮らしていた。美幸の横領事件のため土地を売ろうと卓也に相談し、白紙の委任状に捺印。米倉に土地の権利を奪われ、多額の借金を抱えた直後、春樹の放火で焼死する。かつて殺されかけた樫村健三の命を救い、香港への逃亡を手助けした事がある（ノベライズ版では若干、設定が異なる）。
田代 春樹（たしろ はるき）
演 - 神田利則
美幸の弟。大学受験に失敗し、高校卒業後浪人していた。美幸が逮捕され、父が多額の借金を抱えたため将来を悲観し、自宅に放火して焼死する。
田代 牧子（たしろ まきこ）
演 - 池田道枝
美幸の母。穏やかな性格だったが、春樹の放火で焼死。美幸の逮捕を牧村の差し金と疑っていた。
西条 安代（さいじょう やすよ）
演 - 江波杏子
女子刑務所で美幸が収容された部屋のリーダー的存在。かつて愛した男性を殺した罪で服役している。純朴な美幸を疎み、子分共々イジメていたが、卓也の裏切りを知った美幸の変貌を認めるようになる。美幸に遅れて出所すると、殺した男との間に生まれた息子・健二を預けている聖ルシア青葉学園に通い、孤児院を守るため寄附を続ける。健二に母親であることを隠し通すか、引き取るべきか葛藤する。作中で美幸が小百合を殺すために殺し屋を雇うが、その男が偶然自身の知り合いだったため、これをネタに美幸から200万円の金を恐喝する。復讐の鬼と化した美幸を諭し、王に命を狙われた彼女を連れ出してアパートに匿う。悪辣な印象もあるが、根は心優しく、美幸の出産が命に関わると告げた医師に「助けてやって欲しい」と懇願。最終的に美幸の出産に立ち会っている。
ノベライズ版では、息子の所在と孤児院との接触は描かれておらず、出所後に居酒屋を経営し、産気づいた美幸と偶然再会し、出産に立ち会っている。

### 戸川とその関係者
戸川 啓介（とがわ けいすけ）
演 - 仲谷昇
戸川商事の会長で、政界にも影響力をもつ経済界の大物。老いてなお情欲盛んで、数多い愛人の中には町田弁護士や小百合も含まれる。野心的な米倉や卓也を後継者候補として抜擢しながら、価値がなくなれば容赦なく切り捨てる冷酷さを持つ。その一方、ひとり娘の亜紀を溺愛し、幸せを願う父親の顔も見せる。かつて野球賭博で私腹を肥やし、部下だった樫村健三を疎んで、沢村元春に殺害を命じた。東京湾岸再開発のビックビジネスを巡って、王（樫村）から20年来の復讐を仕掛けられ、野球賭博の証拠となる手帖を樫村に握られた直後、脳梗塞を発症。下半身と意識に重い後遺症が残り、亜紀の世話で隠遁生活を送ることになる（ノベライズ版では死亡している）。
戸川 亜紀（とがわ あき）
演 - 荒井乃梨子
戸川と愛人の一人との間に生まれた娘。世間知らずなお嬢様だが、性格は素直で、周りへの気配りもできる。愛車は三菱・エクリプス。不安を抱えながらも米倉との政略結婚を受けれいていたが、卓也のアプローチに心惹かれ結婚する。3年後、美幸の復讐により牧村にレイプされた末、卓也と離婚させられるが、父に逆らって一人暮らしを始め、小百合との仲を承知で卓也に働き口を世話する。父が脳梗塞で倒れると、死別した母親と暮らしていた家に引き取って介護しようと決める。
ノベライズ版では、母と暮らしていた場所は沖縄。愛車はプジョー・205。離婚後、卓也の元へ押し掛けるが追い返されており、彼に対して職の紹介などもしていない。
町田 玲子（まちだ れいこ）
演 - 伊藤かずえ
卓也が父の再審請求を依頼した弁護士。米倉の顧問弁護士で、学生当時は戸川会長の愛人だった。頭脳明晰でクールな美女だが、強欲な拝金主義者で、敵味方関係なく接触しては、誰と組めば一番儲けられるかという危険なゲームを楽しんでいる。戸川会長や樫村健三、沢村元春が絡んだ野球賭博事件の闇を調査し、証拠の手帖と引き換えに樫村から200億円をゆすろうとしたが、絞殺され、身体をバラバラに切断され、ゴミ置き場に捨てられる。

### ブルース・コーポレーション
王 小龍（ワン シャオロン）
演 - 伊武雅刀
香港の大企業ブルース・コーポレーションの社長。片言の日本語を話すが、正体は「樫村 健三（かしむら けんぞう）」という日本人で（本人は知らなかったが）卓也の実の父親である。かつて戸川の右腕として暗躍したが存在を疎まれ、妹の夫である沢村元春に殺されかけたところ、田代裕二に救われて出国し、香港で事業に成功した。裕二への恩義から美幸に日本支部の経営を任せ、彼女の復讐劇を全面的に支援しながら、裏では自身の戸川への復讐にも利用する。戸川の利権横取りに成功し、美幸を含め邪魔者を次々に始末しようとするが、牧村に撃たれて負傷し、最後は実の息子である卓也によって射殺される。
ノベライズ版では、元春の妻の雪子を脅し、愛人関係となった過去が語られ、ラストでは恩人である裕二からの贈り物の日本刀で卓也に殺害される。
林 洋二（はやし ようじ）
演 - 山口健次
ブルース・コーポレーション日本支部に勤める美幸の秘書。美幸から冷たい仕打ちを受けながらも恋情を募らせ、卓也への復讐と愛情に身を焦がす美幸の暴走を諫めようとする。自身の正式な雇い主は王だが、ある時独断で卓也を殺そうとしたことで美幸の怒りを買う。ちなみに作中では美幸に何度かビンタされている。小百合が仕向けた水木圭子に騙され、美幸が裏金を隠していたスイスの銀行の貸し金庫の鍵を渡してしまい、美幸を道連れに心中を図ったところを牧村に刺殺される。
ノベライズ版では、水木の裏切りの直後に自殺している。
山本（やまもと）
演 - 菊池孝典
王の部下。その後の調べにより美幸が会社からプールした、スイス銀行の個人名義の10億円にも上る隠し口座があることを突き止め、王に伝える。
陳（チン）
演 - 吉沢眞人
林が美幸に解雇された頃から登場する。片言の日本語で話す。王の命令で牧村と共に美幸殺害に向かうが、口封じと美幸を守るためにと牧村に射殺される。

### その他
東都銀行支店長
演 - 中丸新将
美幸の元上司。銀行でドライバーをしていた卓也に侮蔑的な振る舞いをしたことがあり、そこを目撃していた小百合が彼を悪事に誘うきっかけとなる。のちにブルース・コーポレーションとの取引で美幸と再会。自身の起こした横領事件で支店長から支店長代理に降格させられたとして美幸から皮肉られる。
刑事
演 - ドン貫太郎
逮捕された小百合に対して「親に捨てられた」を始め、屈辱的な言葉を投げつける。
山田
演 - 真鍋敏
米倉と手を組み、自分へ土地を譲渡するという内容の委任状を用意。一旦、自分名義にした土地を米倉に渡して謝礼を受け取る。ブルースコーポレーションの社員達によって拉致され、美幸の元に連行。脅しをかけられ自白。
ワイドショーレポーター
演 - 武藤まき子
銀行員の美幸が起こした横領事件について、テレビ番組で田代家の前から自宅の様子や事件の疑問点などをリポートする。
医師
演 - 須永慶
美幸がレイプされた時に別荘の近くにおり、妹が記憶障害を発症していると診断。
暴漢
演 - 二瓶鮫一
小百合の命令で、卓也の子を身籠った美幸を襲うため、患者を装い病院に侵入。目が見えなくなっていた美幸を暴行するが、返り討ちに遭い、ナイフで刺され死亡。
受刑者
演 - 横尾香代子、鈴木亜希子
美幸と同室に服役していた女囚たち。安代の子分として、暴力行為、美幸が持ち込んだ卓也の写真を破く、嫌味を言うなどでつかみ合いの喧嘩になったこともある。美幸と安代より早くに出所している。
刑務官
演 - 水野あや
冷徹な印象で厳しい指導をおこなう。王が美幸に面会に来た際、事情を聞いた安代に詳細を伝えてしまう。
西条 健二（さいじょう けんじ）
演 - 反田孝幸
安代の息子で小学生。諸事情から幼少期に聖ルシア青葉学園に預けられる。面倒見が良く、年下の子供達の世話をしていた。医師との養子縁組の話が浮上するが、小百合に諭された母と暮らし始めた様子。
産婦人科医1
演 - 小川隆市
東京共済病院で働く。美幸に2度目の妊娠を告げるが、後日17周目になった頃に美幸から「子供を堕ろしたい」と告げられ、慌てる。
産婦人科医2
演 - 松井範雄
卓也と安代に対して、美幸が胎盤早期剥離の可能性があり、母体と赤ん坊の両方を助けるのは難しいことを告げる。

## スタッフ
- 企画：宅間秋史、清水賢治 (共にフジテレビ)
- 脚本：吉本昌弘、中山乃莉子、林誠人
- 演出：楠田泰之、赤羽博、中島悟
- プロデュース：阿部祐三、和田豊彦
- 音楽：岩崎大輔
- 主題歌：ビリー・ヒューズ「Welcome to the Edge（とどかぬ想い）」
- 挿入歌：ランディ・クロフォード「スウィート・ラブ」
※第9話本編終了後の次回予告と第10話では山本実枝の「スウィート・ラブ」（挿入歌の日本語カバー）、第10話本編終了後の次回予告ではBON CHICの「とどかぬ想い」（主題歌の日本語カバー）が使用された。
- 技術協力：東通、渋谷ビデオスタジオ
- 美術協力：フジアール
- 制作：フジテレビ、AVEC

## 放送日程
| 各話                                                       | 放送日  | サブタイトル | 脚本       | 演出     | 視聴率 |
| ---------------------------------------------------------- | ------- | ------------ | ---------- | -------- | ------ |
| 第1話                                                      | 4月11日 | 会いたい     | 吉本昌弘   | 楠田義之 | 18.2%  |
| 第2話                                                      | 4月18日 | 偽りの愛     | 吉本昌弘   | 楠田義之 | 17.6%  |
| 第3話                                                      | 4月25日 | キスして     | 中山乃莉子 | 赤羽博   | 15.5%  |
| 第4話                                                      | 5月02日 | 会えない     | 吉本昌弘   | 赤羽博   | 17.0%  |
| 第5話                                                      | 5月09日 | 復讐の女     | 吉本昌弘   | 楠田泰之 | 18.1%  |
| 第6話                                                      | 5月16日 | 禁断の愛     | 林誠人     | 楠田泰之 | 18.5%  |
| 第7話                                                      | 5月23日 | 愛の償い     | 中山乃莉子 | 赤羽博   | 18.9%  |
| 第8話                                                      | 5月30日 | 抱かれる     | 吉本昌弘   | 赤羽博   | 21.5%  |
| 第9話                                                      | 6月06日 | 死の抱擁     | 吉本昌弘   | 楠田泰之 | 20.6%  |
| 第10話                                                     | 6月13日 | 運命の鍵     | 吉本昌弘   | 中島悟   | 22.4%  |
| 第11話                                                     | 6月20日 | 偽りの結婚   | 吉本昌弘   | 赤羽博   | 21.7%  |
| 最終話                                                     | 6月27日 | 永遠の愛     | 吉本昌弘   | 赤羽博   | 23.8%  |
| 平均視聴率 19.5%（視聴率は関東地区・ビデオリサーチ社調べ） |         |              |            |          |        |

## パロディ
この番組終了後、『とんねるずのみなさんのおかげです』のなかでパロディコント「もう誰も愛さない2」が薬丸・観月をゲストに放送された。第1話から中盤をモチーフに3話オムニバスで構成されたコントで、沢村役の石橋貴明と薬丸のやり取り等ギャグが満載だった。最後は、石橋が観月に「出してくれねぇ〜だからよ〜」と拳銃で撃たれるオチだった。コントのオープニングもギャグ満載で、田代役の渡辺満里奈が山崎製パンの食パン「ダブルソフト」（当時、実際のドラマで田代役だった山口智子がCMキャラクターを務めていた）をかじるシーンも含まれていた。スタッフロールは早送りだったが、番組を録画して遅く再生すれば明確に確認できた。